# كنساس سيتي رويالس
كنساس سيتي رويالس هو نادي أمريكي لكرة القاعدة تأسس سنة 1969 ، يلعب في دوري كرة القاعدة الرئيسي ، و يمثل مدينة كانساس .

## وصلات خارجية
- الموقع الرسمي للنادي : اضغط هنا .